# Dorfkirche Kerkow

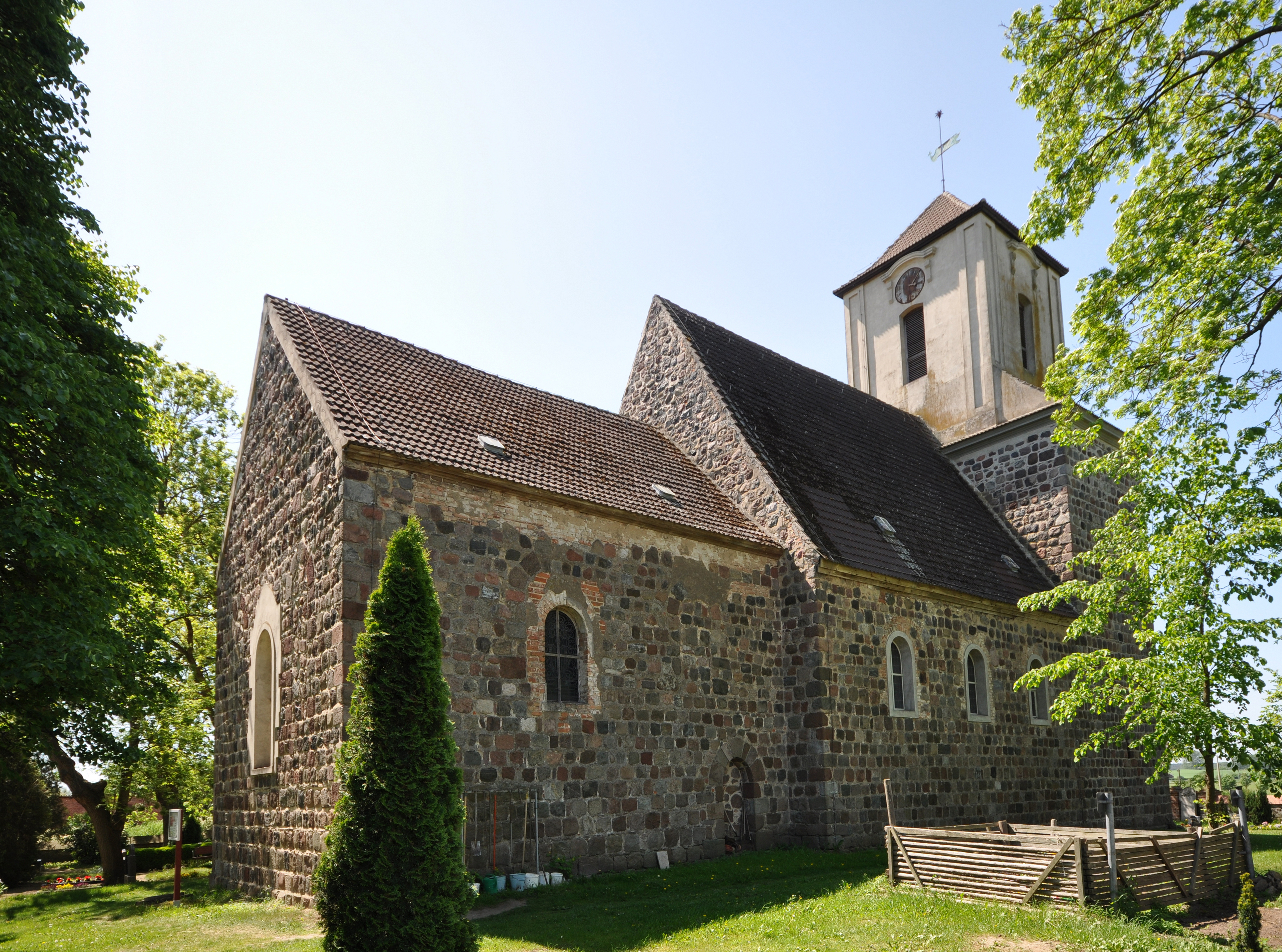
Dorfkirche Kerkow

Die evangelische Dorfkirche Kerkow ist eine Feldsteinkirche aus der Mitte des 13. Jahrhunderts in Kerkow, einem Ortsteil der Stadt Angermünde im Landkreis Uckermark im Land Brandenburg. Die Kirchengemeinde gehört zur Evangelischen Gesamtkirchengemeinde Angermünder Land im Kirchenkreis Uckermark der Evangelischen Kirche Berlin-Brandenburg-schlesische Oberlausitz.

## Lage
Die Bundesstraße 198 führt als Greiffenberger Straße in Nord-Süd-Richtung als zentrale Verbindungsachse durch den Ort. Im historischen Dorfkern zweigt der Bauernweg in westlicher Richtung von der B 198 ab. Die Kirche steht nordwestlich dieser Kreuzung auf einem Grundstück mit einem Kirchfriedhof, der mit einer Mauer aus unbehauenen und nicht lagig geschichteten Feldsteinen eingefriedet ist.

## Geschichte
Das Bauwerk entstand etwa in der Mitte des 13. Jahrhunderts. Zu dieser Zeit erschien im Jahr 1236 ein Gerhardus de Kerecowe sowie ein Georgius de Kerkowe im Jahr 1267 im Dorf; es gab auf dem Dorfanger einen hölzernen Vorgängerbau. Von ihm stammt eventuell ein hölzernes Rüstholz, das im östlichen Langhausgiebel entdeckt und durch dendrochronologische Untersuchungen auf das Jahr 1238 datiert werden konnte. Das Langhaus mit dem Turmfundament entstand um/nach 1262. Anschließend wurde der Chor um 1265/1270 mittels einer vorbereiteten Verzahnung an das Bauwerk angefügt. Es wies zwei Chorportale auf, die in einer Achse lagen und darauf hindeuten, dass es eine Sakristei aus Holz oder Fachwerk gegeben haben könnte. Dafür spricht auch, dass im Mittelalter das südwestliche Chorfenster vermauert wurde. Anschließend wurde der westliche Teil errichtet, wie eine Sturzbohle des Westfensters im Obergeschoss zeigt: Sie wurde nach 1275 gefällt. Der Chor erhielt im frühen 16. Jahrhundert ein repräsentatives, spätgotisches Sterngewölbe. Im Dreißigjährigen Krieg kam es zu Beschädigungen, denn das Langhaus erhielt um 1661 ein neues Dachwerk. Zu einer späteren Zeit wurden die Fenster „barock“ vergrößert und die Anzahl der Öffnungen reduziert. 1781 ließ die Kirchengemeinde einen Turmoberbau aus Mauerstein mit einer hölzernen Laterne errichten. Am Kirchturm wurden 1835 einige mittlerweile aufgetretene Schäden beseitigt; die Kirche 1857 auf Anordnung des Kirchenpatrons Graf Wilhelm von Redern unter Leitung des Angermünders Bezirkbauinspektors renoviert. Eine umfassende Neugestaltung erfolgte im Jahr 1910.
Am 6. Juli 1974 schlug ein Blitz in den Turm ein und zerstörte den hölzernen Aufbau. Die Freiwillige Feuerwehr konnte seinerzeit verhindern, dass der Brand auf das Langhaus übergriff, und rettete die Glocke. Handwerker ersetzten den Schaden durch ein schlichtes Zeltdach, mauerten den Turm aber nicht auf die ursprüngliche Höhe auf. Im ersten Viertel des 20. Jahrhunderts malte ein Kirchenmaler die freiliegenden Holzbalken im Langhaus mit einer reichen Ornamentik aus.
Seit Ende der 1990er Jahre kümmert sich der Freundeskreis der Kerkower Kirche um den Erhalt des Bauwerks. Mit Hilfe von Spenden wurde die Orgel saniert, eine Heizung eingebaut und erste Schritte vollzogen, um die ebenfalls beschädigte Glocke wiederherstellen zu lassen. Neben dem Einbau einer neuen Beleuchtung gehörte auch die Wiederherstellung der alten Bekrönung zu den Aufgaben. Diese konnte am 14. Juni 2019 mit einem feierlichen Gottesdienst der Öffentlichkeit übergeben werden. Der Förderkreis Alte Kirchen Berlin-Brandenburg berichtete in diesem Zusammenhang davon, dass der Pfarrer Uwe Eisentraut neben einigen Dokumenten und Münzen auch einen Babyschnuller eines vier Monate alten Kerkower Babys in die Turmkugel legte. Eine erneute Sanierung begann im Jahr 2017 und umfasste das Chordach. Anschließend konnte bis 2019 die barocke Turmlaterne wiederhergestellt werden. Das Dach des Langhauses wurde 2020 saniert.

## Baubeschreibung

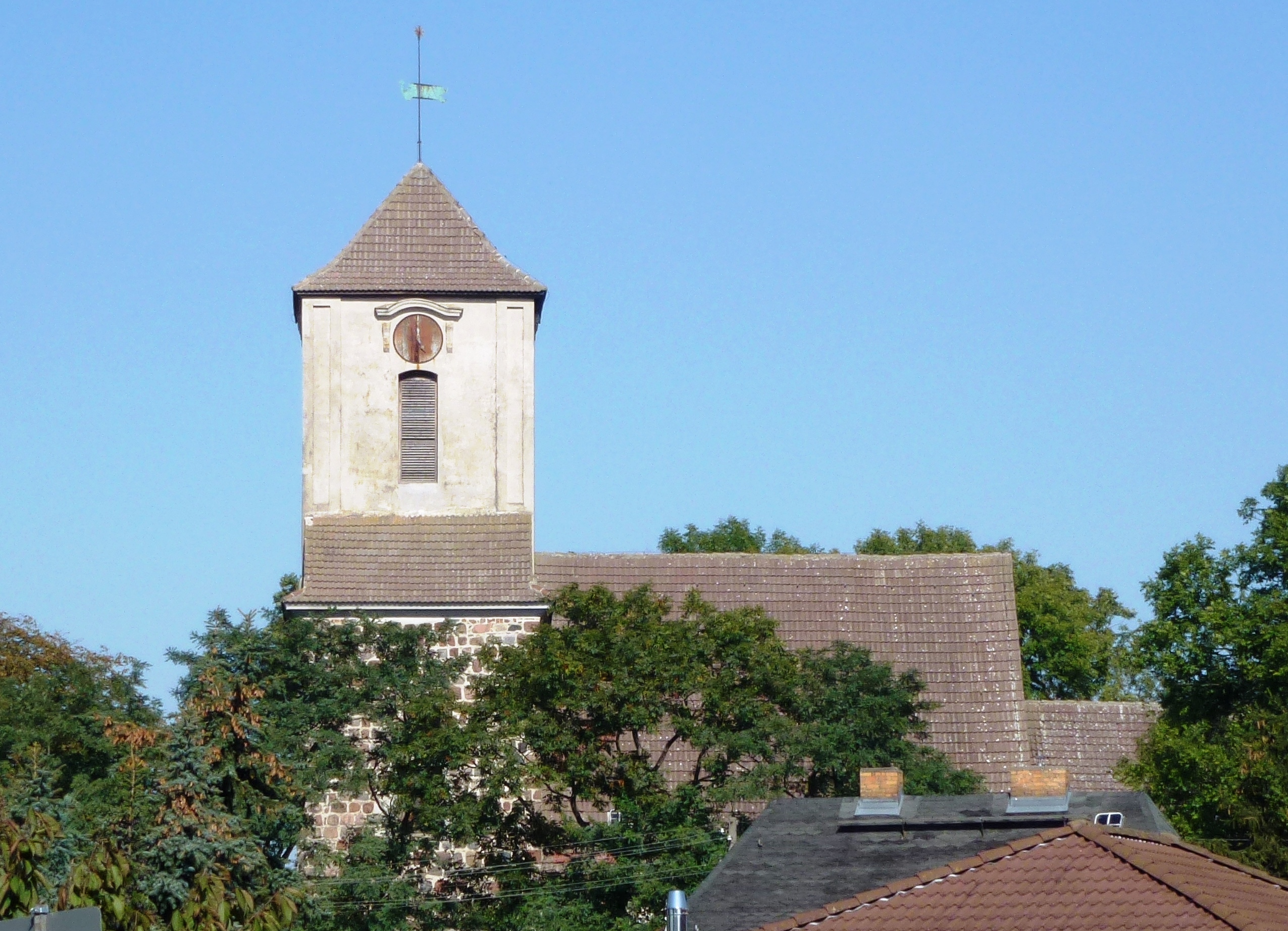
Ansicht von Süden

Das Bauwerk wurde im Wesentlichen aus Feldsteinen errichtet, die vergleichsweise sorgfältig behauen und lagig geschichtet wurden. Der Chor hat einen rechteckigen Grundriss und ist eingezogen. An seiner Ostseite ist ein rundbogenförmiges Fenster, das jedoch nicht aus der Bauzeit stammt. An der Laibung sind Ausbesserungsarbeiten erkennbar, die anschließend verputzt wurden. An der Nord- und Südseite ist jeweils ein rundbogenförmiges Fenster. Hier wurden die Ausbesserungsarbeiten mit rötlichem Mauerstein vorgenommen. Ursprünglich dürften sich an den Langwänden je zwei Fenster befunden haben. Die Bleiglasfenster sind eine Stiftung der Familie von Redern, die das Kirchenpatronat innehatte. Am westlichen Ende der Nordwand ist eine zugesetzte Priesterpforte.
Daran schließt sich das Kirchenschiff an. Es hat ebenfalls einen rechteckigen Grundriss und an den beiden Seiten des Langhauses drei barock vergrößerte Fenster sowie eine Pforte an der Südwand. Chor und Schiff tragen ein schlichtes Satteldach.
Der querrechteckige Kirchturm nimmt die volle Breite des Schiffs auf. Er kann durch ein gestuftes Portal von Westen her betreten werden. Darüber ist ein bauzeitliches Ochsenauge. Das obere Geschoss verjüngt sich und ist aus verputzten Mauersteinen entstanden. An den vier Seiten ist je eine gedrückt-segmentbogenförmige Klangarkade sowie eine Turmuhr. Der Aufbau schließt mit einem schlichten Zeltdach mit Wetterfahne und Stern ab.

## Ausstattung
Der Altar wurde im Jahr 1596 aus farbig gefasstem Sandstein gearbeitet. Darauf wurde ein dreigeschossiger Aufbau im Stil der Renaissance platziert. Er zeigt in einer klassischen Abfolge in der Predella in einem Relief das Abendmahl Jesu. Im Altarblatt ist zwischen Hermenpilastern die Kreuzigungsgruppe abgebildet, darüber die Himmelfahrt sowie abschließend im Altarauszug ein Brustbild Gottes mit einer Jünglingsfigur als Bekrönung. Seitlich sind die vier Evangelisten platziert. Auf der Rückseite des Altars sind Reste einer naiv gemalten Kreuzigung zu erkennen.
Die Kanzel entstand in der zweiten Hälfte des 17. Jahrhunderts, an die sich das Pastorengestühl anschließt. Zur weiteren Kirchenausstattung gehören eine hölzerne Fünte aus dem Jahr 1707 mit einem ebenso hölzernen Taufdeckel, der in Form einer reich verzierten Krone gearbeitet wurde. Der Fuß ist nicht mehr ursprünglich und wurde durch einen Sockel aus Holz ersetzt. An der Südwand ist eine Patronatsloge, an der Westwand die Empore mit einer Orgel. Sie stammt von der Firma Sauer, die das Instrument im Jahr 1887 mit zwei Manualen errichtete.
Der Chor erhielt in der zweiten Hälfte des 15. Jahrhunderts ein zweijochiges Sterngewölbe, das im Scheitel der Joche an den Gewölbekappen zwei Rosetten in Form eines Rades zeigt. In der Ostwand ist eine spätgotische Sakramentsnische mit Tür und gemalter Rahmung aus der ersten Hälfte des 16. Jahrhunderts. Sie wurde Anfang des 20. Jahrhunderts restauriert. Ein Epitaph erinnert an den 1757 verstorbenen Patronatsherren Wilhelm Heinrich Graf von Redern. Das Bauwerk ist im Innern mit einer freiliegenden Holzdecke versehen, die mit reichhaltiger Ornamentik verziert ist.